# Chaco (feria de arte)
Ch.ACO (acrónimo de Chile Arte Contemporáneo) es la Feria Internacional de Arte Contemporáneo de Chile. Fundada en 2009, es el principal evento de arte contemporáneo del país y una plataformas relevante de difusión, circulación y comercialización de arte en América Latina. Se celebra anualmente en la ciudad de Santiago de Chile y reúne a galerías, artistas, coleccionistas, curadores y agentes culturales de todo el mundo.

## Historia
Ch.ACO fue creada por la arquitecta Elodie Fulton, la gestora cultural Irene Abujatum, la empresaria Soledad Saieh y la comisaria Florencia Loewenthal, quienes compartían la convicción de que era necesario un evento de este tipo para dinamizar el mercado del arte chileno. La primera edición se realizó en 2009 en el Club de Planeadores de Vitacura, con el lema «No entender es un buen comienzo», y contó con la participación de 19 galerías chilenas y 7 extranjeras.
En años posteriores, la feria se llevó a cabo en distintos espacios de la ciudad, incluyendo Casas de Lo Matta (2010), el Centro Cultural Estación Mapocho (2011-2015), donde se exhibieron más de 700 obras de 16 galerías chilenas e internacionales, congregando a más de 43.000 personas. Las Condes Design (2016), CV Galería (2017) y el Parque Arboleda Lo Curro (2018), consolidando un modelo itinerante. Este enfoque buscó acercar el arte a diversos públicos y territorios, y responder a desafíos como la baja asistencia de coleccionistas y críticas de expositores.
Tras su postergación en 2023, Ch.ACO regresó en 2024 con una nueva edición en el Centro Cultural Gabriela Mistral (GAM), entre el 21 y el 24 de marzo, reuniendo obras de más de 10 países.

## Feria Ch.ACO

### Ch.ACO (2009)
- Club de Planeadores de Vitacura

"No entender es un buen comienzo"

### Ch.ACO 10 (2010)
- Casas de Lo Matta

"Imposible quedar indiferente"

### Ch.ACO 11 (2011)
- Centro Cultural Estación Mapocho

"Ch.ACO en el centro"

### Ch.ACO 12 (2012)
- Centro Cultural Estación Mapocho

"Vive Ch.ACO"

### Ch.ACO 13 (2013)
- Centro Cultural Estación Mapocho

"Cinco años"

### Ch.ACO 14 (2014)
- Centro Cultural Estación Mapocho

"No se detiene"

### Ch.ACO 15 (2015)
- Centro Cultural Estación Mapocho

"Para todos"

### Ch.ACO 16 (2016)
- Las Condes Design

"De alto impacto"

### Ch.ACO 17 (2017)
- CV Galería

"Fluye, confluye"

### Ch.ACO 18 (2018)
- Parque Arboleda Lo Curro

"Ch.ACO se transforma"

### Ch.ACO - 13 (2022)
Las ediciones pasan a referirse a su propio número y dejan atrás el formato del año
- Movistar Arena

"Encuentros improbables"

### Ch.ACO - 14 (2024)
- Centro Cultural Gabriela Mistral

"El arte contemporáneo es el patrimonio del futuro"

### Ch.ACO - 15 (2025)
- Centro Cultural Gabriela Mistral

"15 preguntas"

## Edición 2025
La edición 2025 marcó el 15º aniversario de la feria. Nuevamente celebrada en el Centro Cultural Gabriela Mistral, se instaló una gran carpa diseñada especialmente para albergar exposiciones, actividades y un programa orientado a las artes visuales y la sustentabilidad.
El evento se estructuró en cuatro sectores, tanto interiores como exteriores, e incluyó un polo gastronómico con restaurantes, cafeterías, cervezas artesanales y barras de coctelería. Participaron más de 35 expositores, con galerías de países como Perú, Argentina y Colombia, además de representantes nacionales desde Arica hasta Puerto Cisnes. Más de 200 artistas, tanto consagrados como emergentes, presentaron sus obras.

### Secciones curatoriales
- Proyectos de Arte: “Quién no arriesga, no cruza el río”, curada por Mariano Sánchez, reunió talleres, espacios y colectivos de arte independiente de diferentes regiones del país. Esta sección propuso una mirada alternativa del arte chileno, con énfasis en lo experimental y colaborativo.
- Política Pública: “Cosas que no son país”, curada por Sergio Soto Maulén, presentó a cinco artistas chilenos y tres argentinos en un diálogo transcordillerano sobre el cuerpo, la política y el territorio.
- La Tienda Improbable, sección de diseño liderada por Juan Pablo Fuentes, expuso piezas innovadoras creadas por diseñadores chilenos.

## Programas sociales

### Ch.ACO Conecta
Gracias a un convenio con el Gobierno de Santiago, el programa Ch.ACO Conecta permitió la participación gratuita de más de 1.500 niños y niñas de 18 comunas de la Región Metropolitana. Las visitas guiadas incluyeron un recorrido por las galerías y un taller titulado “¿Es el arte para todos o solo para algunos?”, que promovió la reflexión crítica sobre el acceso al arte. Este programa refuerza el compromiso social de Ch.ACO con la educación artística.

### Donación a damnificados de Valparaíso
Como parte de su acción comunitaria, Ch.ACO donó la panelería utilizada en la feria —paneles de madera de tres metros de altura— a las comunidades afectadas por los incendios forestales en la región de Valparaíso.